# Luh Tyler
Tyler Meeks (Tallahassee, Florida, 20 de febrero de 2006),  conocido por su nombre artístico como Luh Tyler, es un rapero estadounidense. Actualmente está firmado con Atlantic Records.

## Carrera musical

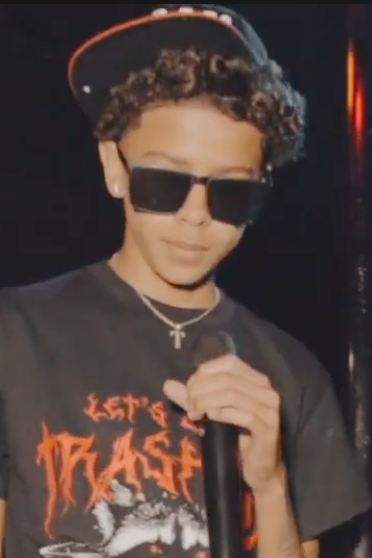
Luh Tyler en 2022

Meeks se volvió viral después de que su éxito de 2022, «Law & Order», se volviera viral en la aplicación de redes sociales TikTok. Grabó la canción en su teléfono usando BandLab.
En enero de 2024, Meeks anunció en Instagram que actuaría como telonero en el «Better off Alone Tour» de A Boogie wit da Hoodie durante la primavera y el verano de 2024.
Comenzó a ganar popularidad con el lanzamiento de su canción «Law & Order». En febrero del 2022, apareció junto a Ski Mask the Slump God en «Florida Water».
El mixtape debut de Tyler, «My Vision», fue lanzado el 31 de marzo de 2023, con artistas como Trapland Pat y NoCap. El 4 de abril de 2023, Tyler lanzó una versión recargada del mixtape, con una característica adicional de Lil Uzi Vert. El mixtape alcanzó el número 2 en la lista Top Heatseekers de Billboard.

## Discografía

### Mixtapes
| Título    | Detalles del Mixtape                                                                                       | Posiciones máximas en las listas |
| Título    | Detalles del Mixtape                                                                                       | US Heat                          |
| --------- | --- | -------------------------------- |
| My Vision | - Lanzamiento: 31 de marzo de 2023 - Discográfica: Atlantic Records - Formato: Descarga digital, streaming | 2                                |